# クリス・カーペンター (1985年生の投手)
クリストファー・ジョン・カーペンター（Christopher "Chris" John Carpenter, 1985年12月26日 - ）は、アメリカ合衆国オハイオ州ブライアン出身の元プロ野球選手（投手）。右投右打。

## 経歴

### アマチュア時代
2004年、MLBドラフト7巡目（全体193位）でデトロイト・タイガースから指名されたが拒否。
2007年、MLBドラフト18巡目（全体574位）でニューヨーク・ヤンキースから指名されたが拒否。

### カブス時代
2008年、MLBドラフト3巡目（全体97位）でシカゴ・カブスから指名され入団。
2011年6月14日に昇格し、同日のミルウォーキー・ブルワーズ戦でメジャーデビュー。8回1死から登板し、0.2回を無失点に抑えた。

### レッドソックス時代

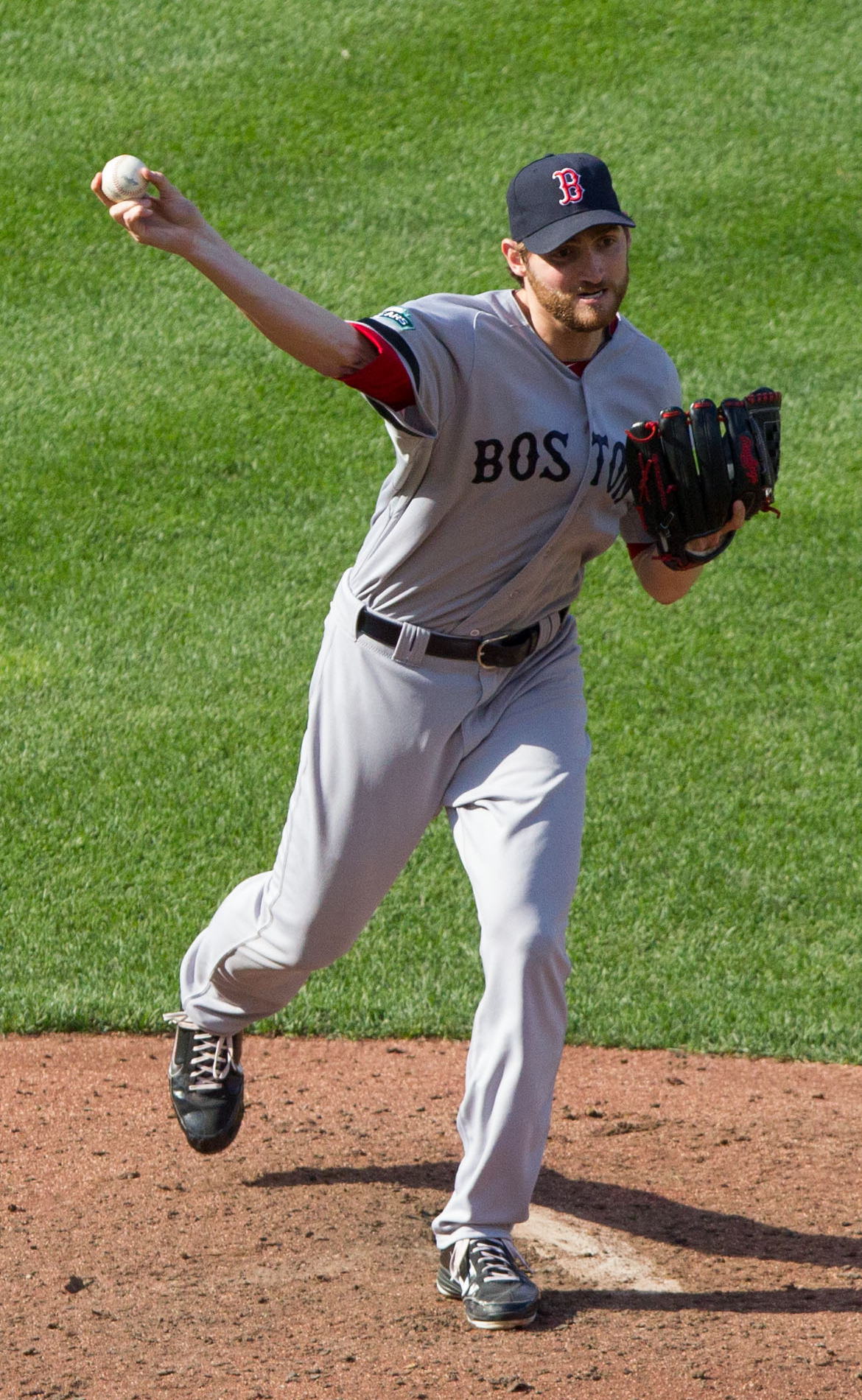
ボストン・レッドソックス時代
(2012年9月30日)

2012年2月21日にトレードでボストン・レッドソックスへ移籍した。9月14日のトロント・ブルージェイズ戦で同点の8回1死から登板し、0.2回を無失点に抑え、直後の9回表にマウロ・ゴメスの2点三塁打、ライアン・ラバーンウェイの犠牲フライで3点を入れ、メジャー初勝利を挙げた。
2013年1月22日にDFAとなった。AAA級ポータケット・レッドソックスで30試合に登板し0勝2敗、防御率4.96だった。オフの12月17日に放出された。

### ヤクルト時代
2013年12月18日に東京ヤクルトスワローズが正式に契約を結んだ事を発表した。
2014年は中継ぎとして開幕一軍入りしたが、トニー・バーネットの故障により早々に抑えに抜擢された。しかし、転向後の登板で計6失点と安定感を欠いたことから再び中継ぎに戻された。6月からは11試合連続無失点を記録し、一時はセットアップとして起用されることもあったが、7月26日の横浜DeNAベイスターズ戦で3失点を喫すると登録を抹消された。12月24日、契約保留権破棄で自由契約公示された。

### ヤクルト退団後
2015年3月6日にシンシナティ・レッズとマイナー契約を結ぶが4月28日に解雇となる。

## 人物
サイ・ヤング賞の獲得も経験したMLB投手・クリス・カーペンター（ブルージェイズ→カージナルス、1975年生）とはミドルネームも含め同姓同名である。ヤクルト所属時の沖縄キャンプでは、米兵からカージナルスのカーペンターと勘違いされてサインを求められることもあった。

## 詳細情報

### 年度別投手成績
| 年 度    | 球 団    | 登 板 | 先 発 | 完 投 | 完 封 | 無 四 球 | 勝 利 | 敗 戦 | セ 丨 ブ | ホ 丨 ル ド | 勝 率 | 打 者 | 投 球 回 | 被 安 打 | 被 本 塁 打 | 与 四 球 | 敬 遠 | 与 死 球 | 奪 三 振 | 暴 投 | ボ 丨 ク | 失 点 | 自 責 点 | 防 御 率 | W H I P |
| -------- | -------- | ----- | ----- | ----- | ----- | -------- | ----- | ----- | -------- | ----------- | ----- | ----- | -------- | -------- | ----------- | -------- | ----- | -------- | -------- | ----- | -------- | ----- | -------- | -------- | ------- |
| 2011     | CHC      | 10    | 0     | 0     | 0     | 0        | 0     | 0     | 0        | 0           | ----  | 47    | 9.2      | 12       | 1           | 7        | 1     | 0        | 8        | 2     | 0        | 3     | 3        | 2.79     | 1.97    |
| 2012     | BOS      | 8     | 0     | 0     | 0     | 0        | 1     | 0     | 0        | 0           | 1.000 | 34    | 6.0      | 7        | 1           | 10       | 2     | 0        | 2        | 2     | 0        | 6     | 6        | 9.00     | 2.83    |
| 2014     | ヤクルト | 32    | 0     | 0     | 0     | 0        | 1     | 2     | 3        | 4           | .333  | 144   | 32.1     | 30       | 3           | 24       | 4     | 3        | 27       | 2     | 2        | 18    | 17       | 4.73     | 1.55    |
| MLB：2年 | MLB：2年 | 18    | 0     | 0     | 0     | 0        | 1     | 0     | 0        | 0           | 1.000 | 81    | 15.2     | 19       | 2           | 17       | 3     | 0        | 10       | 4     | 0        | 9     | 9        | 5.17     | 2.30    |
| NPB：1年 | NPB：1年 | 32    | 0     | 0     | 0     | 0        | 1     | 2     | 3        | 4           | .333  | 144   | 32.1     | 30       | 3           | 24       | 4     | 3        | 27       | 2     | 2        | 18    | 17       | 4.73     | 1.55    |

### 記録
NPB
- 初登板：2014年3月29日、対横浜DeNAベイスターズ2回戦（明治神宮野球場）、8回表に4番手で救援登板、1回1失点
- 初奪三振：同上、8回表に多村仁志から空振り三振
- 初セーブ：2014年4月4日、対阪神タイガース1回戦（明治神宮野球場）、9回表に2番手で救援登板、1回無失点
- 初ホールド：2014年4月27日、対中日ドラゴンズ6回戦（明治神宮野球場）、6回表に2番手で救援登板、1回無失点
- 初勝利：2014年6月22日、対オリックス・バファローズ4回戦（明治神宮野球場）、10回表に5番手で救援登板、1回無失点

### 背番号
- 37 （2011年 - 同年途中）
- 60 （2011年途中 - 同年終了）
- 52 （2012年）
- 56 （2014年）